# Umianowice
Umianowice est une localité polonaise de la gmina de Kije, située dans le powiat de Pińczów en voïvodie de Sainte-Croix.